# Pseudocreobotra ocellata
Pseudocreobotra ocellata (лат., возможное русское название — африканский колючий богомол) — вид крупных хищных насекомых из семейства Hymenopodidae отряда богомоловых.
Взрослое насекомое достигает в длину 5—7,5 см. Обитает в тропических лесах Африки.

## Синонимы
В синонимику вида входят следующие биномены:
- Empusa ocellata Beauvois, 1805[3]
- Pseudocreobotra ocellaria Drury, 1773